# Eugenia hondurensis
Eugenia hondurensis là một loài thực vật có hoa trong Họ Đào kim nương. Loài này được Ant.Molina mô tả khoa học đầu tiên năm 1951.